# Ciliosemina pedunculata
Ciliosemina pedunculata är en måreväxtart som först beskrevs av Gustav Karl Wilhelm Hermann Karsten, och fick sitt nu gällande namn av Antonelli. Ciliosemina pedunculata ingår i släktet Ciliosemina och familjen måreväxter. Inga underarter finns listade i Catalogue of Life.